# Condado de El Puerto de Santa María
El Condado de El Puerto de Santa María es el título nobiliario español que la Reina Isabel I de Castilla concedió el 31 de octubre en 1479 a Luis de la Cerda, VII Señor de El Puerto de Santa María, por los servicios prestados en la Guerra de Sucesión Castellana y en las Guerras de Granada. Su nombre se refiere a la ciudad de El Puerto de Santa María. Asimismo la Reina Católica premió a dicho noble que ostentaba el título de V Conde de Medinaceli con la dignidad de Duque de Medinaceli.
Este título no está vigente.
- Datos: Q5781549